# Zinczippeite
La zinczippeite è un minerale.